# Museum Altes Dorf
Das Museum „Altes Dorf“ (ukrainisch Музей «Старе село») ist ein Freilichtmuseum der Volksarchitektur in dem ukrainischen Dorf Kolotschawa in der Karpatenukraine.

## Geschichte und Beschreibung
Das Museum „Altes Dorf“ wurde im Jahr 2007 als erstes von 10 geplanten Museen in Kolotschawa realisiert. Das Museum beinhaltet neben Exponaten aus der 300-jährigen Dorfgeschichte über 20 Gebäude und Nebengebäude, darunter ein jüdisches Gasthaus mit echtem Schuldenbuch und eine Gendarmerie.
Es werden Baudenkmäler verschiedener Epochen verschiedener Volksgruppen und Häuser von Personen unterschiedlicher Berufe (Schafbauer, Müller, Holzfäller) und unterschiedlichem sozialen Status gezeigt. Das Museum errang 2009 den ersten Platz beim ukrainischen Museumswettbewerb in der Sparte „Traditionen und Bräuche meiner Heimat“.
Neben dem Museum befindet sich eine ebenfalls zum Komplex der 10 Museen gehörige Schmalspurbahn, mit der man zum Fahrzeugmuseum weiterfahren kann. Weiterhin können ein Bunker und ein Museum mit Militärausrüstung des Zweiten Weltkriegs besichtigt werden.

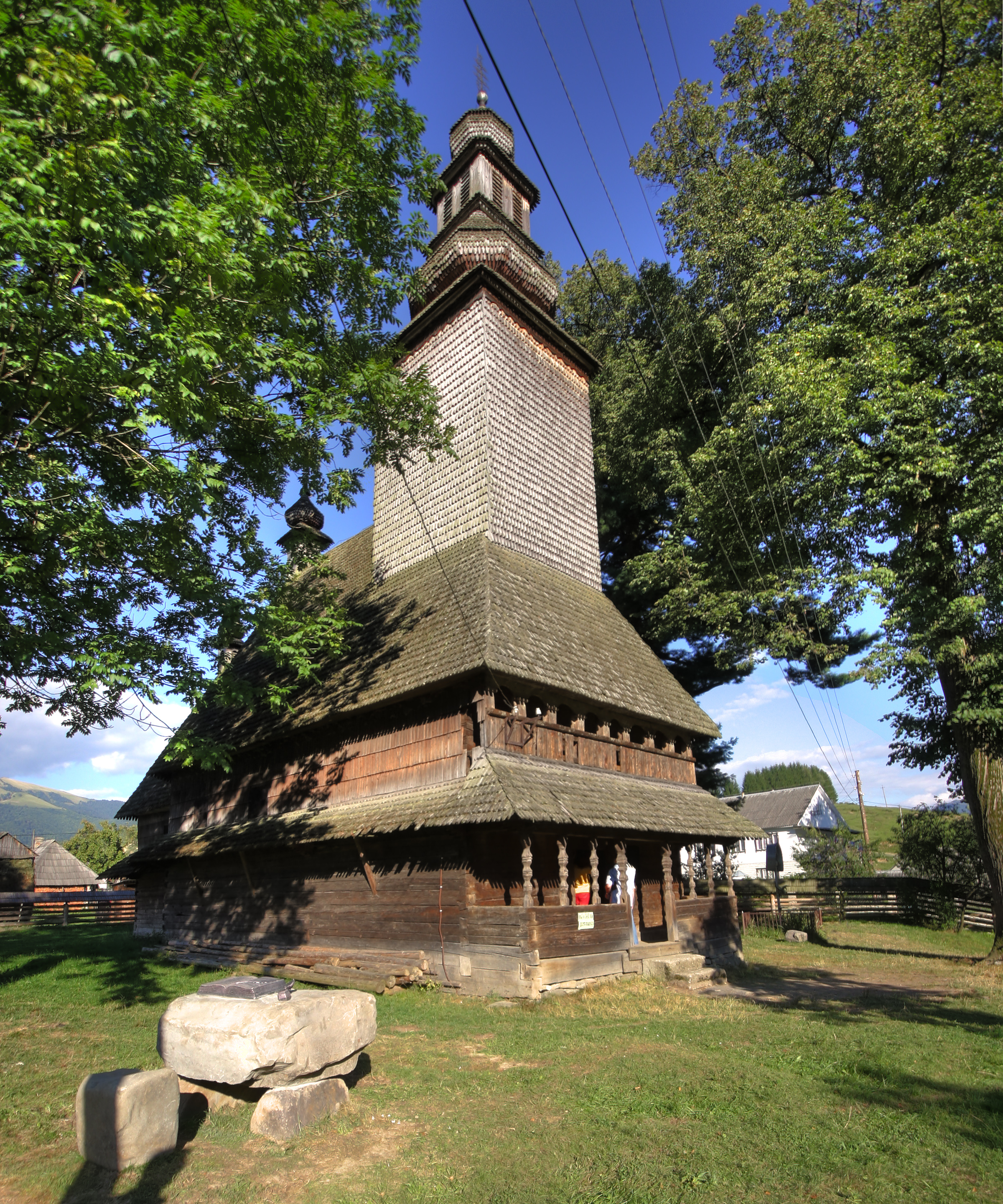
Heilig-Geist-Kirche
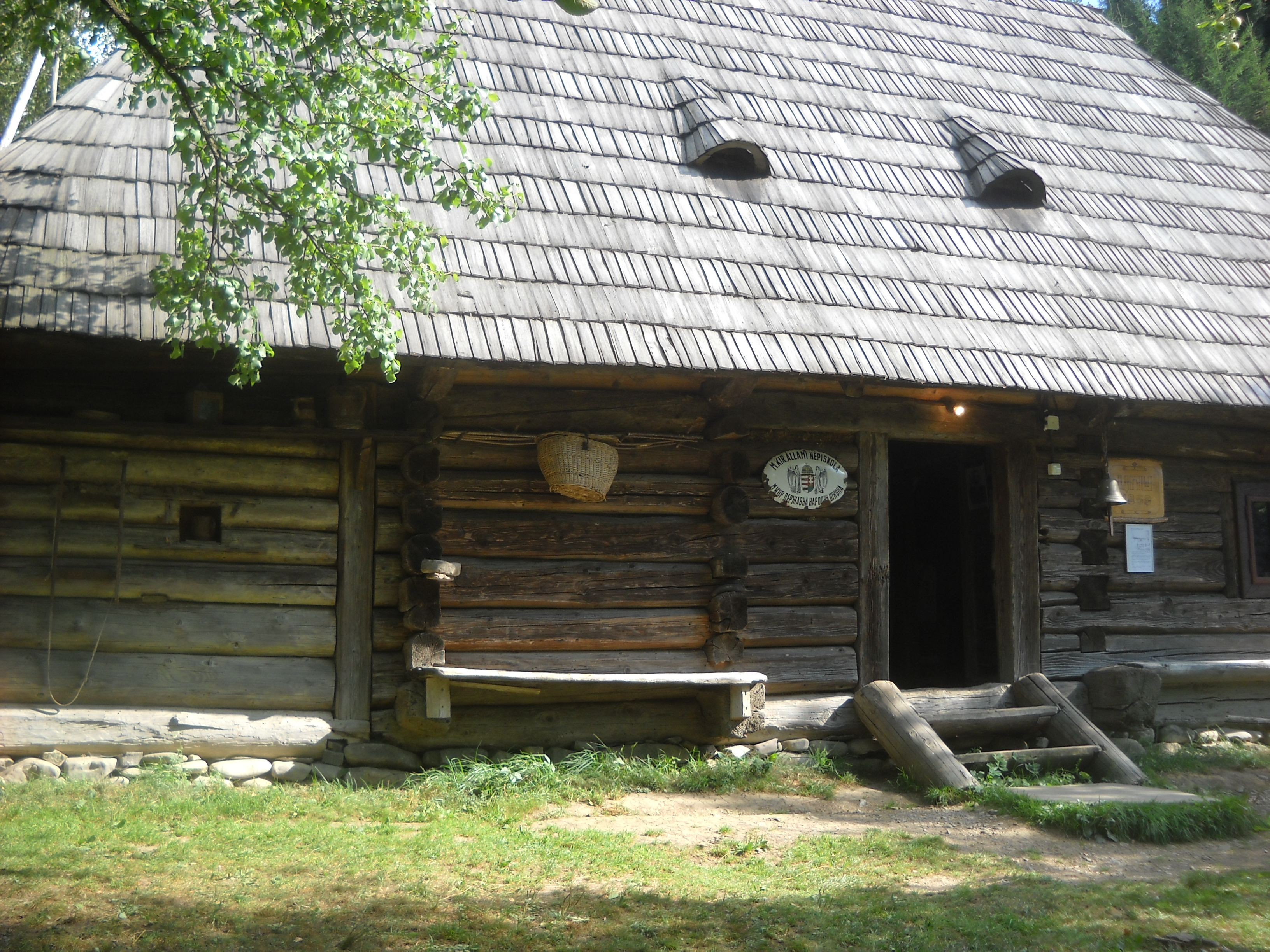
Schulgebäude
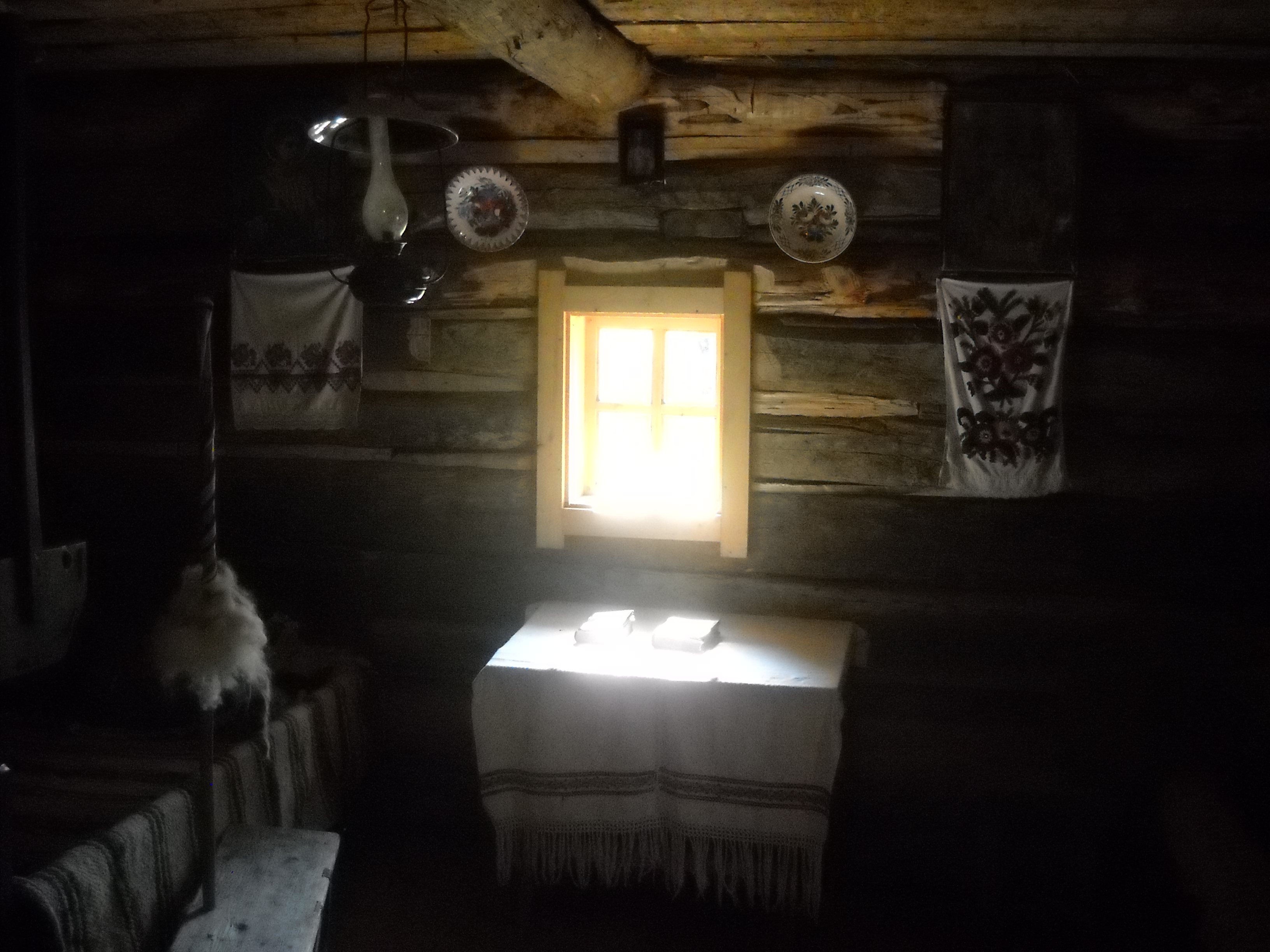
Bauernhaus von innen
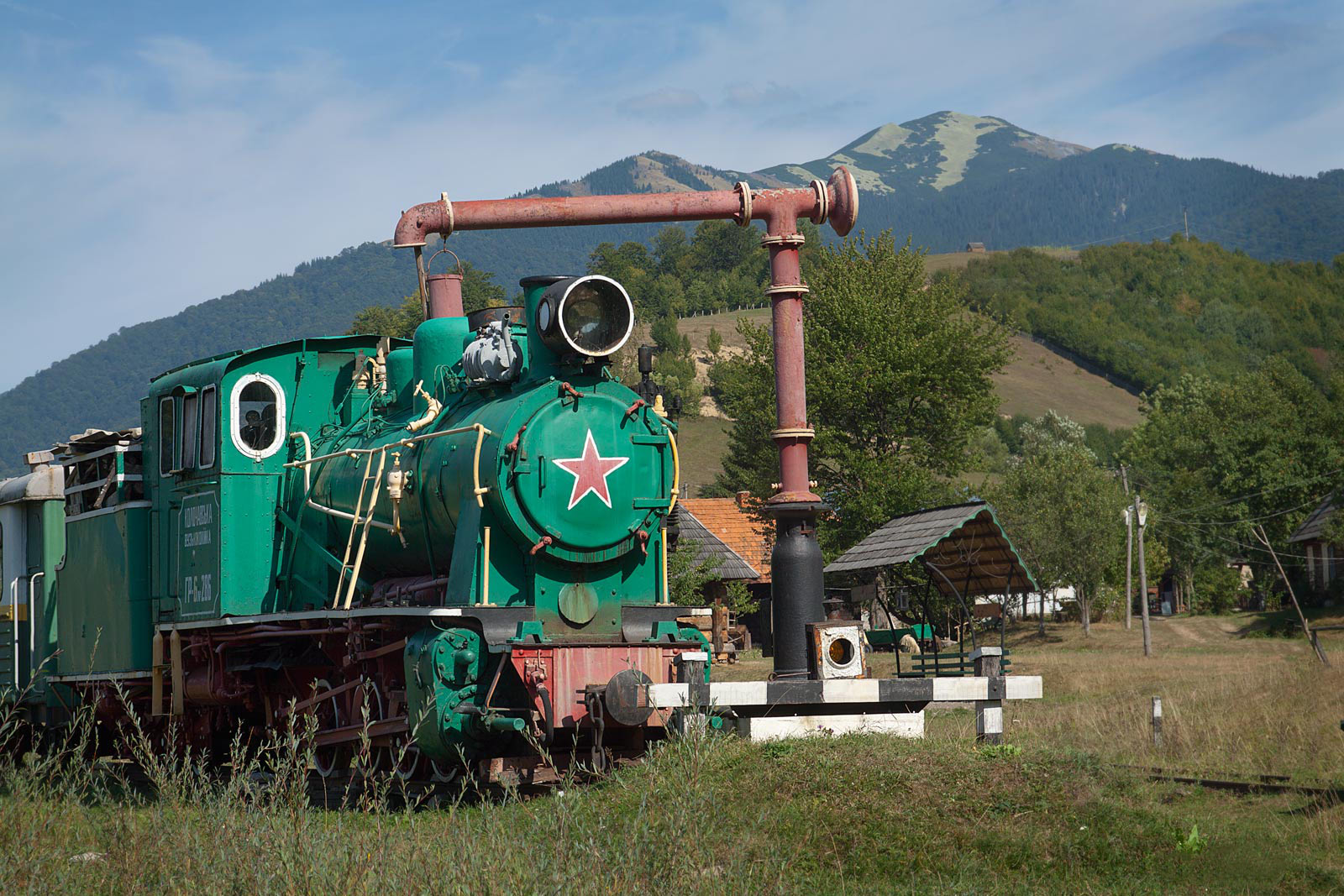
Schmalspurbahn
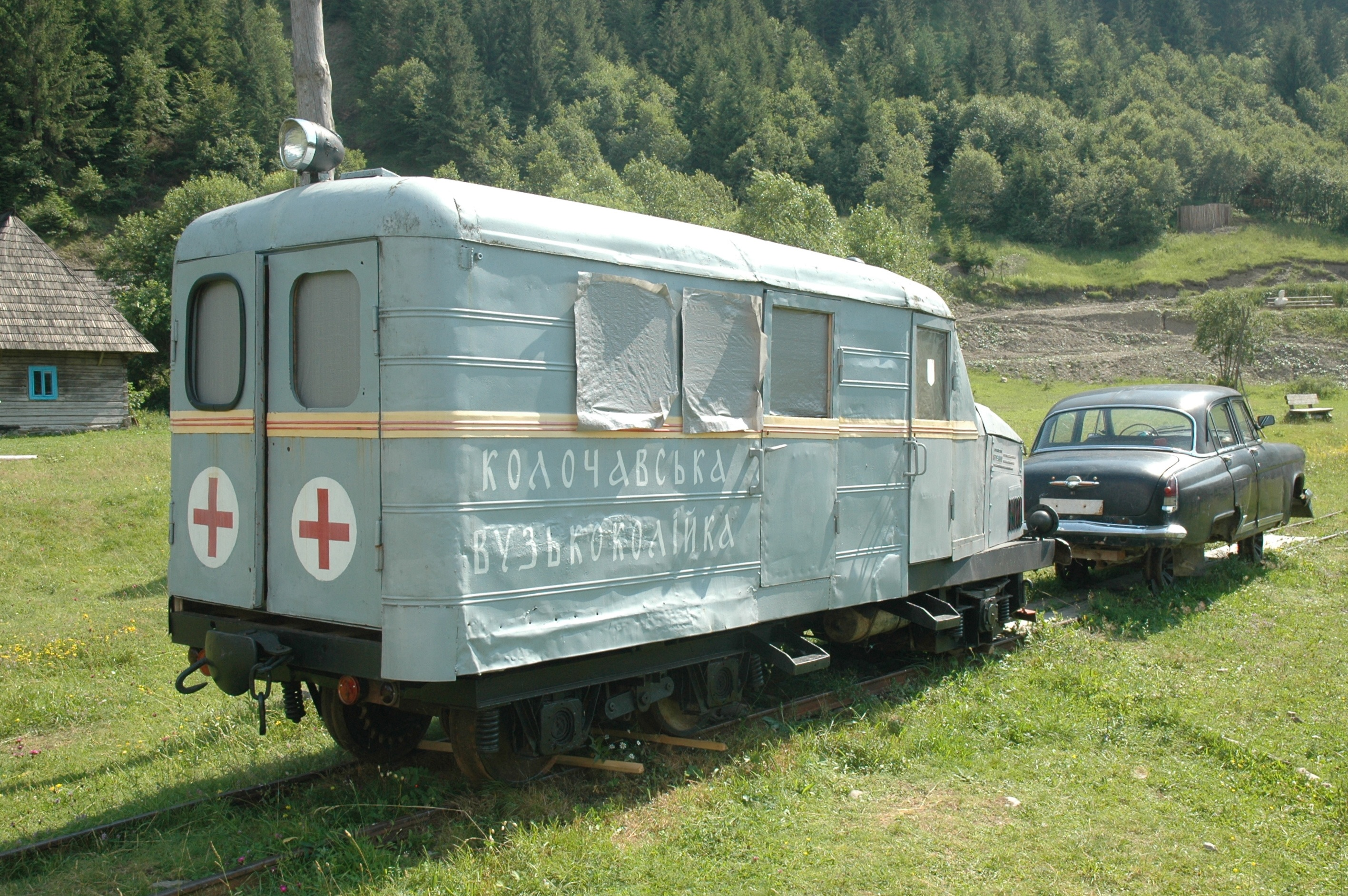
Fahrzeugmuseum